# صورت‌گرایی (زبان‌شناسی)
برخی فلاسفه معاصر مانند لودویگ ویتگنشتاین و مارتین هایدگر از بالا بودن ظرفیت زبان سخن گفته‌اند و ابراز داشته‌اند انسان از درک کامل ظرفیت زبان عاجز است، در واقع زبان همه چیز است، به عقیده آن‌ها زبان دریچه میان خود انسان و شناخت است، هرقدر این دریچه بازتر باشد شناخت سهل تر انجام می‌گیرد، در زبان حتماً باید ساختار و شکل رعایت شود در واقع مفهوم از شکل و صورت به وجود می‌آیند و مفهوم وجود مستقل ندارد، به عبارت دیگر زبان وسیله‌ای برای انتقال پیام نیست، زبان خود هدف است.